# Crucifix peint (Deodato Orlandi, San Miniato)
Le Crucifix de Deodato Orlandi à San Miniato  est une croix peinte en  tempera sur bois réalisée par Deodato Orlandi en 1301, conservée au musée de l'ex-couvent des Clarisses  de San Miniato.

## Description
Il s'agit d'une représentation du Christus patiens, le Christ souffrant et résigné de facture byzantine, le Christ mort (kénose) de la représentation orientale (byzantine) montrant les déformations dues aux sévices infligés :
- Face tournée, émaciée saisie par la mort dans une pose sereine,
- yeux fermés du  masque mortuaire,
- affaissement du corps,
- plaies saignantes (mains, pieds et flanc)
- Les pieds sont (ici) superposés.

Seulement deux figures saintes accompagnent le Christ en croix : Marie et Jean, chacun dans les tabelloni aux extrémités gauche et droite du patibulum.
Les bras de la croix sont bleus, bordés d'une double corniche dorée agrémentée d'une frise.
Le Christ trône en rédempteur bénissant et tenant le livre, en haut de la croix en clipeus au-dessus du titulus qui affiche le texte détaillé de l'INRI en lettres dorées sur fond rouge.
Le périzonium est transparent laissant voir le corps du Christ.
Le panneau situé au niveau des flancs du Christ est à motifs répétés dorés.
Le panneau du bas de soppedaneo affiche une représentation stylisé du Golgotha dans les tréfonds duquel on peut voir le sang du Christ  arriver jusqu'au crâne d'Adam.
L'extrémité basse du crucifix affiche la signature du peintre : “A(nn)O.M.CCCI.DEODAT./ORLANDI.MEPINXIT”

Détails
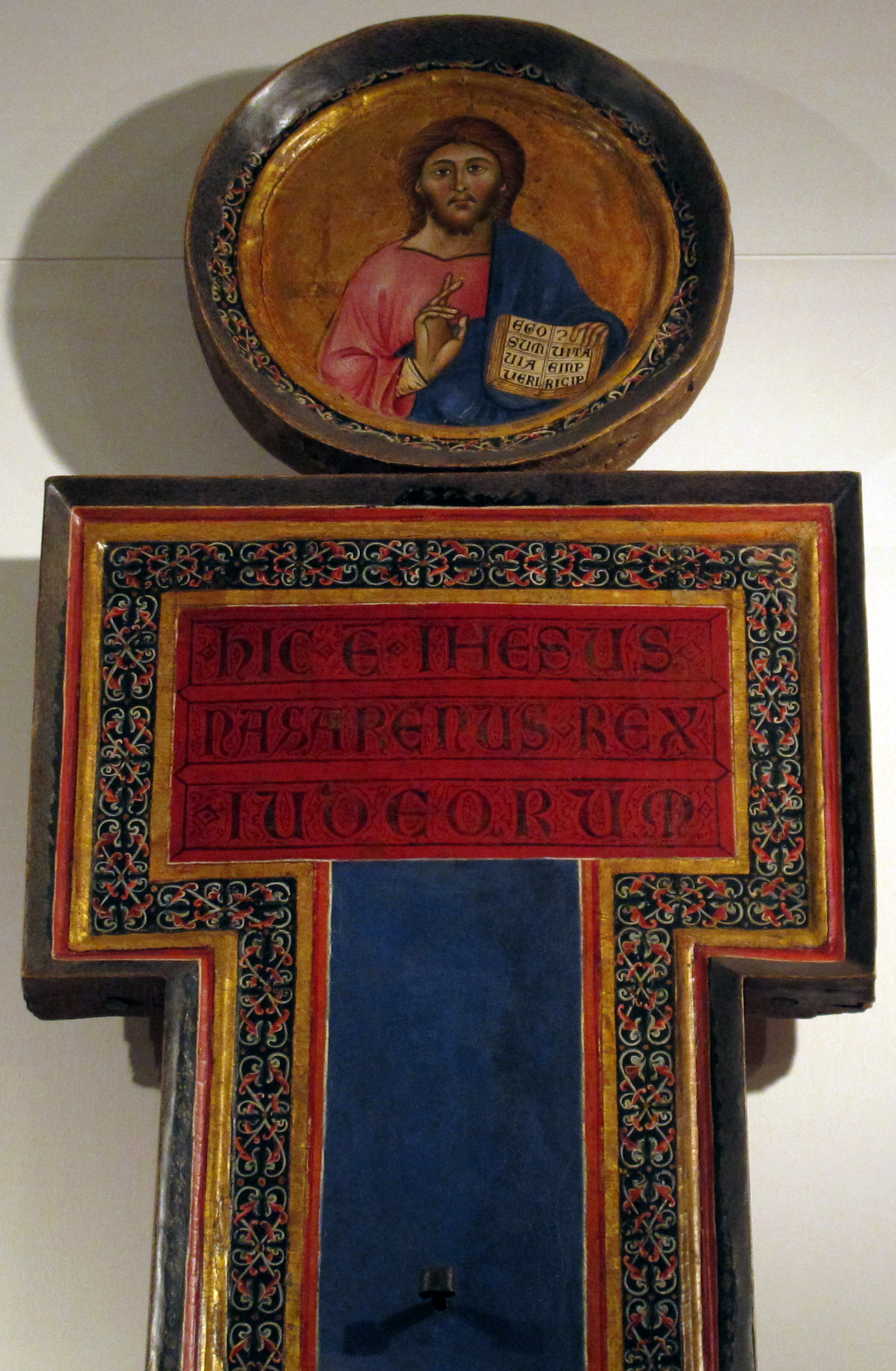
Clipeus.
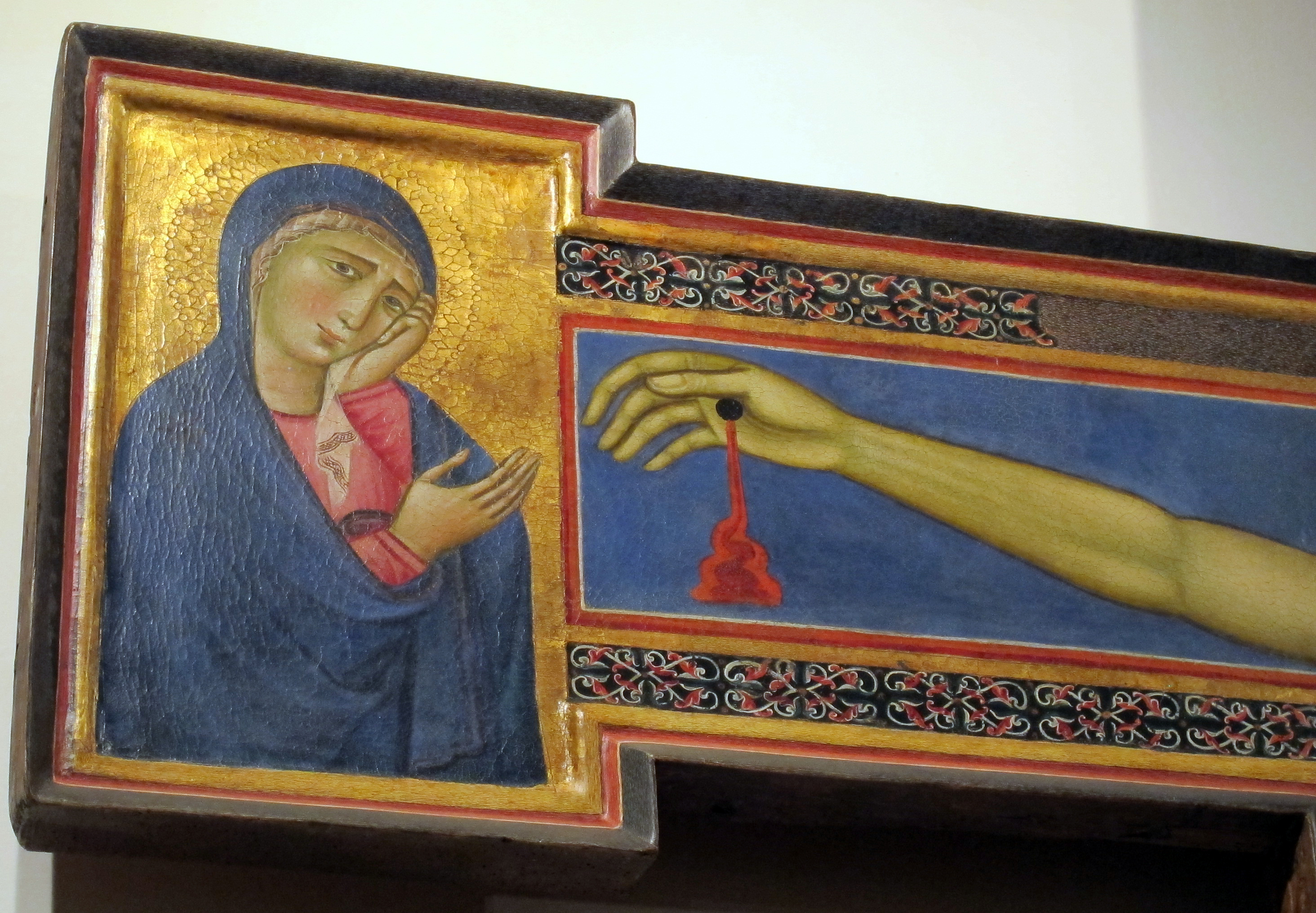
Tabellone de gauche.
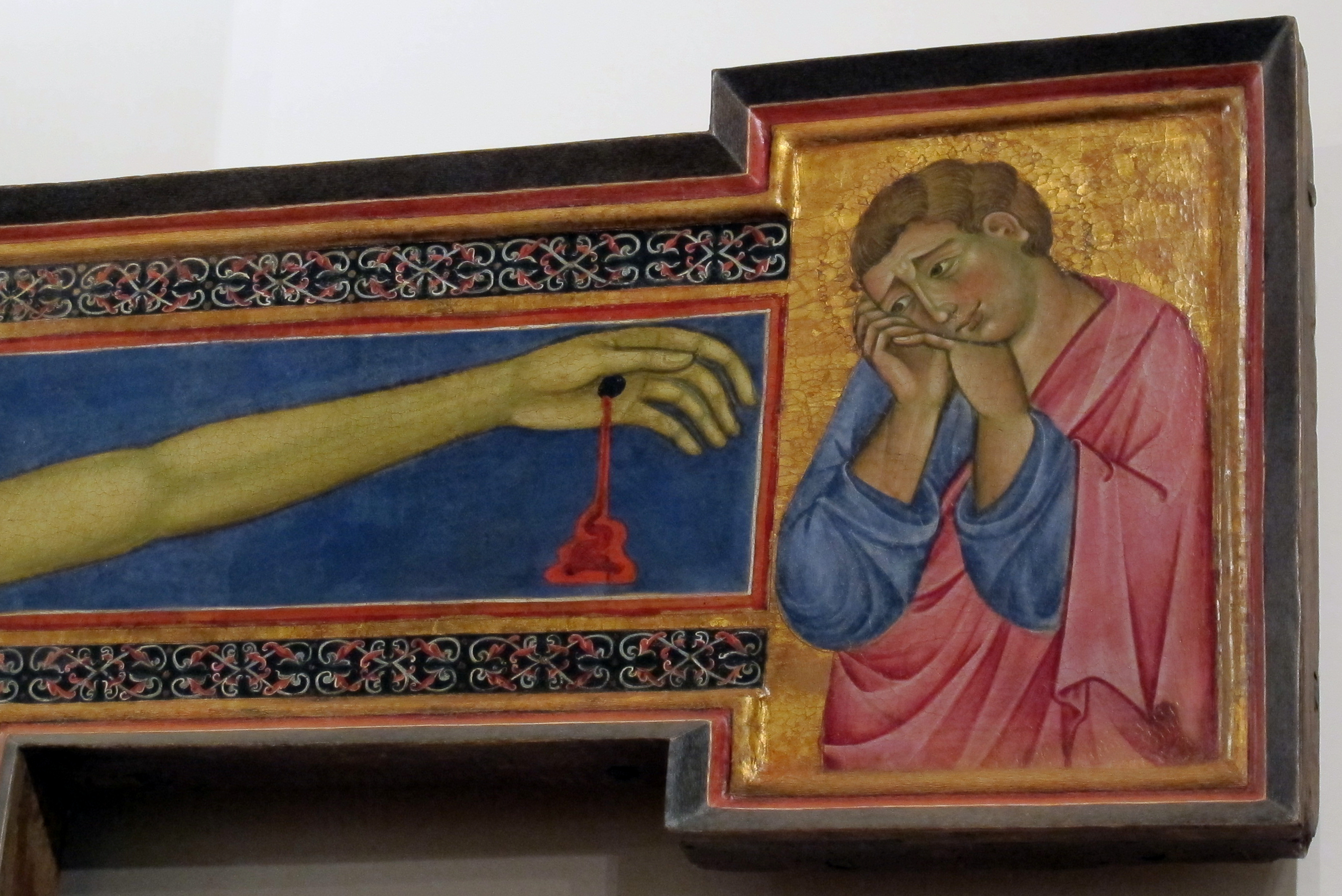
Tabellone de droite.
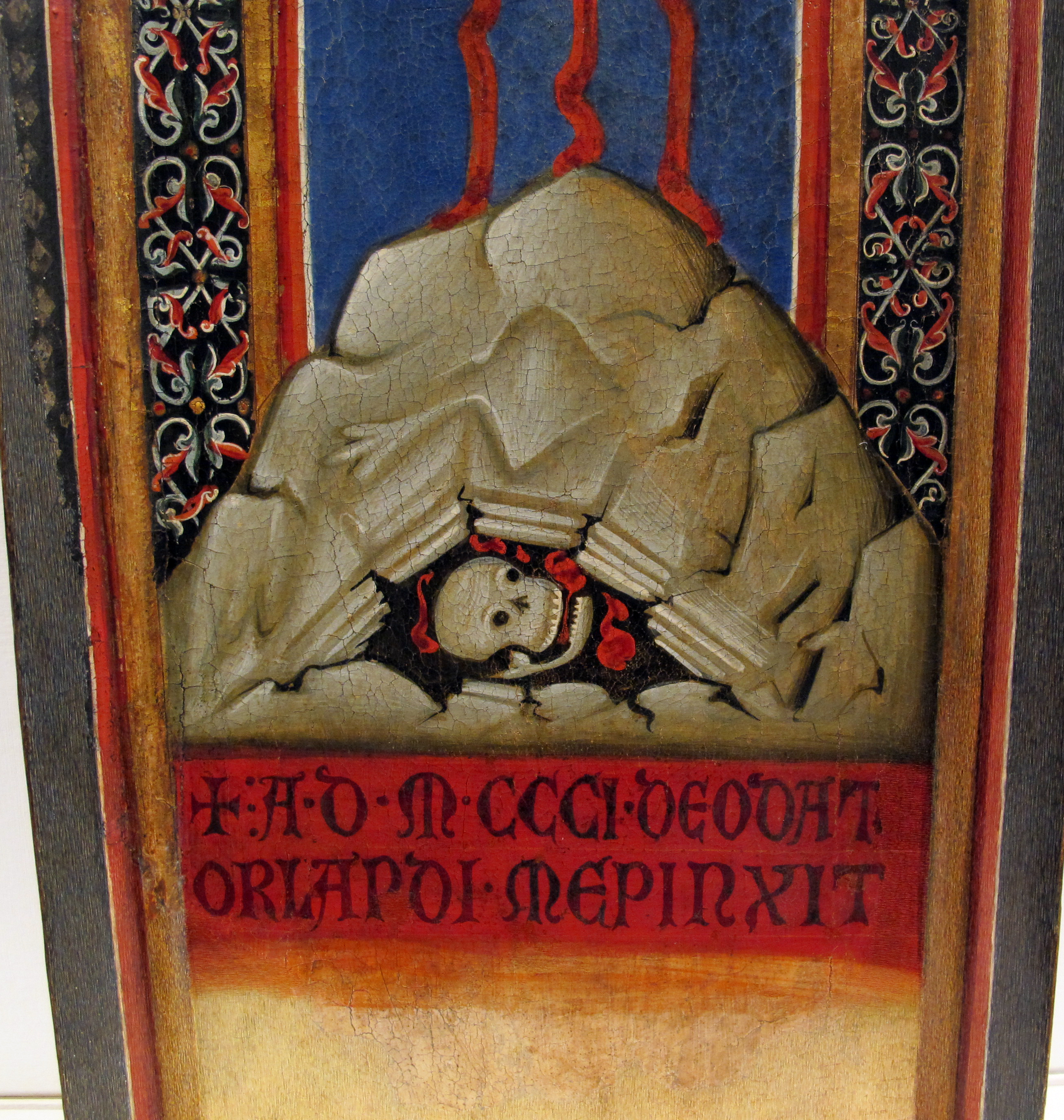
Soppedaneo.

## Analyse stylistique
L'influence giottesque est patente par la ressemblance de ce crucifix avec celui de Giotto à Santa Maria Novella datant de 1295.